# Theotima kivuensis
Espèce
Theotima kivuensis est une espèce d'araignées aranéomorphes de la famille des Ochyroceratidae.

## Distribution
Cette espèce est endémique du Congo-Kinshasa.

## Étymologie
Son nom d'espèce, composé de kivu et du suffixe latin -ensis, « qui vit dans, qui habite », lui a été donné en référence au lieu de sa découverte, le Kivu.

## Publication originale
- Machado, 1964 : Ochyroceratidae nouveaux d'Afrique (Araneae). Annals of the Natal Museum, vol. 16, p. 215-230.